# Barbula kunzei
Barbula kunzei là một loài rêu trong họ Pottiaceae. Loài này được Müll. Hal. ex Kindb. mô tả khoa học đầu tiên năm 1888.